# ルースター・ティース
ルースター・ティース（Rooster Teeth）は、かつて存在していたアメリカ合衆国のエンターテインメント会社。2003年4月1日に設立。
主にSF作品やゲーム原作のCGアニメーションを製作している。発表媒体はネットで、YouTubeのサービス開始前から、QuickTimeやWindows Media Videoのファイルを配布する形で作品をリリースしてきた。2013年より発表している『RWBY』がヒットし、日本では吹替版が劇場公開された。
2020年7月30日に、『トランスフォーマー:ウォー・フォー・サイバトロン・トリロジー』をNetflixでリリース。同社としては、初めて自社提供ではなく、サードパーティによる配信作である。
2024年3月6日、ルースター・ティースは同社を閉鎖すると発表した。2024年4月15日、ルースター・ティースは、ファースト・プログラムとそのウェブサイトとアプリの両方が同年5月15日に閉鎖されることを発表した。

## 作品
- Recorded by Arizal
- RWBY
- Red vs. Blue